# Aniplex of America
Aniplex of America або Aniplex USA — американський дистриб'ютор аніме, що належить японській розважальній компанії Aniplex. Метою Aniplex USA є зміцнення ліцензійного бізнесу материнської компанії на ринку Північної Америки. Він керує англомовною версією магазину Aniplex+, а з 2013 по 2017 рік керував стримінговим сервісом Aniplex Channel через свій вебсайт. У більшості випадків компанія випускає свою продукцію лише безпосередньо в Америці, однак деякі з її творів були випущені на інших територіях іншими дистриб'юторами, такими як Anime Limited, MVM Films, Siren Visual і корпоративними побратимами Crunchyroll UK and Ireland (раніше Manga Entertainment) і Crunchyroll Store Australia (раніше Madman Anime). Підприємство розташоване в Санта-Моніці, штат Каліфорнія
На північноамериканському ринку домашні відеонабори Aniplex of America розповсюджуються через його корпоративного побратима Crunchyroll Store (раніше Right Stuf), а аніме зазвичай транслюються на Crunchyroll, Disney+, Hulu та Hidive, іноді на Netflix, Amazon Prime Video та Max. Раніше деякі з тайтлів AoA були доступні на Anime Strike, Daisuki, Funimation, go90, Crackle, Anime News Network і Neon Alley, але їх видалили та/або сервіс закрився.

## Історія

### 2005—2012: Заснування та незалежна дистрибуція
Компанія Aniplex of America була заснована в березні 2005 року. На той момент її японське материнське підприємство Aniplex ліцензувало свою продукцію через інших дистриб'юторів, таких як Funimation, Bandai Visual, Geneon, ADV Films, NIS America та Media Blasters.
З 2010 року Aniplex of America почав випускати аніме материнської компанії, першими з яких стали Gurren Lagann і Durarara!!; остання спочатку мала транслюватися на Crunchyroll. Durarara!! була першим випадком співпраці дистриб'ютору зі студією англійського дубляжу Bang Zoom!; після цього Aniplex USA працював майже виключно з нею. Також компанія перевипустила Read or Die та R.O.D the TV на домашньому відео, попри те, що раніше їх ліцензували Manga Entertainment і Geneon. Вищезазначені твори були першим випадком продажу домашнього відеонабору на вебсайті Right Stuf Anime, який згодом став єдиним партнером AoA у Північній Америці, що продавав їхні відеонабори. 2010 року Aniplex of America почав трансляцію деяких тайтлів на Anime News Network (першим став Oreimo), у квітні 2011 року — на Hulu та Viz Anime (Neon Alley; перший — Blue Exorcist), у червні того ж року — на нічному блоці Adult Swim каналу Cartoon Network (перший — Durarara!!), а в липні — на Crackle (перший — Star Driver). У червні 2012 року компанія оголосила про випуск свого першого неаніме-концерту Mikunopolis Хацуне Міку.

### 2013—дотепер: Розширення діяльності та нове управління
2013 року Aniplex почав транслювати деякі аніме на своєму вебсайті Aniplex Channel. У квітні 2014 року вони запустили англійську версію додатку Aniplex+. Пізніше, того ж місяця дистриб'ютор почав трансляцію шоу на Netflix, першим з яких став Blue Exorcist, наступного року — на Daisuki та Funimation, а в березні 2017 року — на Anime Strike (перше — Eromanga Sensei). У червні того ж року компанія запустила свою першу мобільну гру — англійську версію Fate/Grand Order.
У серпні 2017 року президентом компанії було призначено Нішімото Шю, який замінив на цьому посту Ґото «Генрі» Хідекі — останній очолив відділ розвитку міжнародного бізнесу в токійській філії. Пізніше, того ж місяця було закрито Aniplex Channel. У жовтні 2017 року AoA почав транслювати деякі аніме на go90 (зокрема й ексклюзивні права на дубляжі Anohana та God Eater), а в січні 2019 року — на Hidive (перше — The Promised Neverland).
У серпні 2019 року Aniplex USA співпрацювали з Funimation Films над випуском фільму Rascal Does Not Dream of a Dreaming Girl у кінотеатрах Північної Америки, а наступного року зробили те ж саме з картиною «Клинок, який знищує демонів: Нескінченний поїзд».
У січні 2020 року Aniplex of America дозволив Funimation озвучити Darwin's Game, що стало першим за десять років випадком дубляжу нового тайтлу AoA не Bang Zoom. У травні компанія Funimation оголосила про співпрацю з Aniplex of America над випуском стандартного Blu-ray-видання аніме Demon Slayer: Kimetsu no Yaiba. Пізніше, того ж місяця вони почали трансляцію деяких шоу на платформі Max. У грудні компанія уклала партнерство з Lucky Helmet Agency заради допомоги з мерчандайзингом і ліцензуванням фільму «Клинок, який знищує демонів: Нескінченний поїзд» у США.

## Суперечка
У п'ятій серії другого сезону аніме Kaguya-sama: Love Is War один рядок у субтитрах звучить так: «Що там із соціальною дистанцією?» (англ. What's the deal with the social distancing?), що відсилає до пандемії COVID-19. Aniplex of America вибачився за це та виправив рядок на «Чому ти так далеко від мене?» (англ. Why are you so far away from me?).

## Каталог
Нотаток: зірочка (*) біля назви позначає аніме, продубльоване англійською мовою; українська назва в дужках позначає аніме, ліцензоване українською мовою.

### Аніме
- 22/7[en] (січень — березень 2020) (A-1 Pictures)[34]
- Aldnoah.Zero[en]* (липень 2014 — березень 2015) (A-1 Pictures і Troyca[en])[35]
- Angel Beats!* (квітень — червень 2010) (P.A. Works) (придбано у Sentai Filmworks[en])[36]
- Anohana[en]* (квітень — червень 2011) (A-1 Pictures) (придбано у NIS America[en])[37]
  - Anohana the Movie: The Flower We Saw That Day (серпень 2013) (A-1 Pictures)[38]
- Atri: My Dear Moments[en] (липень 2024 — дотепер) (Troyca[en])[39]
- The Anthem of the Heart[en] (вересень 2015) (A-1 Pictures)[40]
- The Asterisk War* (жовтень 2015 — червень 2016) (A-1 Pictures)[41]
- Auto Boy - Carl from Mobile Land[en] (квітень 2020 — березень 2022) (CloverWorks)[42]
- Baccano!* (липень — листопад 2007) (Brain's Base) (придбано у Funimation)[43]
- Black Butler* (укр. Темний дворецький) (жовтень 2008 — вересень 2010) (A-1 Pictures) (придбано у Funimation)[44]
- Blast of Tempest (жовтень 2012 — березень 2013) (Bones)[45]
- Blend S[en] (жовтень — грудень 2017) (A-1 Pictures)[46]
- Blue Exorcist* (квітень — жовтень 2011) (A-1 Pictures)[47]
  - Blue Exorcist: The Movie[en]* (грудень 2012) (A-1 Pictures)[48]
  - Blue Exorcist: Kyoto Saga* (січень — березень 2017) (A-1 Pictures)[49]
  - Blue Exorcist: Shimane Illuminati Saga[en]* (січень — березень 2024) (Studio VOLN[en])[50]
- Build Divide[en] (жовтень 2021 — червень 2022) (Liden Films[en])[51]
- Butareba: The Story of a Man Turned into a Pig[en] (жовтень 2023 — лютий 2024) (Project No.9)[52]
- Cells at Work![en]* (липень 2018 — лютий 2021) (David Production)[53]
  - Cells at Work! Code Black[en]* (січень — березень 2021) (Liden Films)[54]
- Cencoroll[en] (липень 2019) (Independent work) (показано лише на Anime Expo[en])[55]
- Charlotte* (липень — вересень 2015) (P.A. Works)[56]
- Classmates (лютий 2016) (A-1 Pictures)[57]
- Classroom Crisis[en] (липень — вересень 2015) (Lay-duce[en])[56]
- Dakaretai Otoko 1-i ni Odosarete Imasu.[en] (жовтень — грудень 2018) (CloverWorks)[58]
- Darwin's Game[en]* (січень — березень 2020) (Nexus[en])[34]
- Day Break Illusion[en] (липень — вересень 2013) (AIC) (транслювалося лише на Crunchyroll)[59]
- Demon Slayer: Kimetsu no Yaiba[en]* (квітень — вересень 2019) (Ufotable)[60]
  - Demon Slayer: Kimetsu no Yaiba – The Movie: Mugen Train* (жовтень 2020) (Ufotable) (кінопрокат через Funimation Films)[61]
  - Demon Slayer: Kimetsu no Yaiba – Entertainment District Arc[en]* (грудень 2021 — лютий 2022) (Ufotable)[62]
  - Demon Slayer: Kimetsu no Yaiba – Swordsmith Village Arc[en] (квітень — червень 2023) (Ufotable)[63]
  - Demon Slayer: Kimetsu no Yaiba – Hashira Training Arc[en] (травень — червень 2024) (Ufotable)[64]
- Do You Love Your Mom and Her Two-Hit Multi-Target Attacks?[en] (липень — вересень 2019) (J.C.Staff)[65]
- Durarara!!* (січень — червень 2010) (Brain's Base)[66]
  - Durarara!!x2* (січень 2015 — березень 2016) (Shuka[en])[67]
- The Elusive Samurai *(липень 2024 — дотепер) (CloverWorks)[68]
- Engage Kiss[en]* (липень — вересень 2022) (A-1 Pictures)[69]
- Erased* (укр. Місто, де немає лиш мене) (січень — березень 2016) (A-1 Pictures)[70]
- Eromanga Sensei[en] (квітень — червень 2017) (A-1 Pictures)[71]
- Expelled from Paradise[en]* (листопад 2014) (Toei Animation і Graphinica[en]) (транслювалося лише на Netflix)[72]
- Fate/Apocrypha* (липень — грудень 2017) (A-1 Pictures) (Netflix Original)[73]
- Fate/EXTRA Last Encore[en]* (січень — липень 2018) (Shaft) (Netflix Original)[74]
- Fate/Grand Order: First Order* (грудень 2016) (Lay-duce)[75]
  - Fate/Grand Order — Absolute Demonic Front: Babylonia[en]* (жовтень 2019 — березень 2020) (CloverWorks)[76]
    - Fate/Grand Order Final Singularity — The Grand Temple of Time: Solomon* (липень 2021) (CloverWorks)[77]

  - Fate/Grand Order: Moonlight/Lostroom (грудень 2017) (Lay-duce)[78]
  - Fate/Grand Order: Divine Realm of the Round Table: Camelot* (грудень 2020 — травень 2021) (Signal.MD (перша частина) та Production I.G (друга частина))[79]
  - Fate/Grand Carnival* (червень — жовтень 2021) (Lerche[en])
- Fate/stay night: Unlimited Blade Works* (жовтень 2014 — червень 2015) (Ufotable)[80]
  - Fate/stay night: Heaven's Feel[en]* (жовтень 2017 — серпень 2020) (Ufotable)[81]
  - Today's Menu for the Emiya Family[en] (січень 2018 — січень 2019) (Ufotable)[82]
- Fate/Zero* (жовтень 2011 — червень 2012) (Ufotable)[83]
  - The Case Files of Lord El-Melloi II[en]* (липень — вересень 2019) (Troyca)[84]
- Fullmetal Alchemist* (укр. Сталевий алхімік) (жовтень 2003 — жовтень 2004) (Bones) (придбано у Funimation)[85]
- Fullmetal Alchemist: Brotherhood* (укр. Сталевий алхімік: Братерство) (квітень 2009 — липень 2010) (Bones) (придбано у Funimation)[86]
- The Garden of Sinners (грудень 2007 — вересень 2013) (Ufotable) (транслювалося лише на Crunchyroll)[87]
- God Eater[en]* (липень 2015 — березень 2016) (Ufotable) (не є продукцією Aniplex)[56]
- Granblue Fantasy The Animation[en]* (квітень 2017 — грудень 2019) (A-1 Pictures (перший сезон) і MAPPA (другий сезон))[88]
- Gunslinger Stratos: The Animation[en] (квітень — червень 2015) (A-1 Pictures)[89]
- Gurren Lagann* (квітень — вересень 2007) (Gainax) (придбано у ADV Films[en] і Bandai Entertainment[en])[90]
  - Gurren Lagann the Movie –Childhood's End–* (вересень 2008) (Gainax)[91]
  - Gurren Lagann the Movie –The Lights in the Sky Are Stars–* (квітень 2009) (Gainax)[91]
- Gyo (лютий 2012) (Ufotable)[92]
- Hell Girl (липень — вересень 2017) (Studio Deen) (транслювалося лише на Crunchyroll)[93]
- High School Fleet[en] (квітень — червень 2016) (Production IMS[en])[94]
- I Want to Eat Your Pancreas* (вересень 2018) (Studio VOLN)[95]
- The Irregular at Magic High School* (квітень 2014 — грудень 2020) (Madhouse (перший сезон) і Eight Bit (другий сезон))[96]
  - The Irregular at Magic High School: The Movie – The Girl Who Summons the Stars[en] (червень 2017) (Eight Bit)[97]
  - The Honor Student at Magic High School* (липень — вересень 2021) (Connect[en])[98]
  - The Irregular at Magic High School: Reminiscence Arc* (грудень 2021) (8-Bit)[99]
- Kagerou Project[en] (квітень — червень 2014) (Shaft)[100]
- Kaguya-sama: Love Is War[en]* (січень 2019 — червень 2022) (A-1 Pictures) (другий сезон транслювався лише на Funimation)[101]
- Katsugeki/Touken Ranbu[en]* (липень — вересень 2017) (Ufotable)[102]
- Kill la Kill* (жовтень 2013 — березень 2014) (Trigger)[103]
- Kiznaiver* (квітень — червень 2016) (Trigger) (Crunchyroll володіють додатковими правами, оскільки виступили сопродюсерами)[104]
- Lycoris Recoil* (липень — вересень 2022) (A-1 Pictures)[105]
- Magi: The Labyrinth of Magic* (жовтень 2012 — березень 2013) (A-1 Pictures)[106]
  - Magi: The Kingdom of Magic* (жовтень 2013 — березень 2014) (A-1 Pictures)[107]
- March Comes In like a Lion[en]* (жовтень 2016 — березень 2018) (Shaft)[108]
- Mashle* (квітень 2023 — березень 2024) (A-1 Pictures)[109]
- Meow Meow Japanese History (квітень 2016 — дотепер) (Joker Films)[110]
- The Millionaire Detective Balance: Unlimited* (квітень — вересень 2020) (CloverWorks) (транслювалося лише на Funimation)[111]
- Miracle Train: Ōedo-sen e Yōkoso[en] (жовтень — грудень 2009) (Yumeta Company) (транслювалося лише на Crunchyroll)[112]
- The Misfit of Demon King Academy[en]* (липень 2020 — дотепер) (Silver Link) (транслювалося лише на Crunchyroll)[113]
- Mono[en] (квітень 2025 — TBA) (Soigne)[114]
- Monogatari (липень 2009 — червень 2019) (Shaft)
  - Bakemonogatari (липень — вересень 2009) (Shaft)[115]
  - Nisemonogatari (січень — березень 2012) (Shaft)[116]
  - Nekomonogatari (Kuro) (січень 2013) (Shaft)[117]
  - Monogatari Series Second Season (липень — грудень 2013) (Shaft)[117]
  - Hanamonogatari (січень 2014) (Shaft)[118]
  - Tsukimonogatari (грудень 2014) (Shaft)[119]
  - Owarimonogatari (жовтень — грудень 2015) (Shaft)[120]
  - Kizumonogatari (січень 2016 — січень 2017) (Shaft)[121]
  - Koyomimonogatari (січень — березень 2016) (Shaft)[122]
  - Owarimonogatari Second Season (січень 2017) (Shaft)[93]
  - Zoku Owarimonogatari (травень — червень 2019) (Shaft)[123]
- Mushishi (квітень — грудень 2014) (Artland)[96]
- My Love Story with Yamada-kun at Lv999[en]* (квітень — червень 2023) (Madhouse)[124]
- My New Boss Is Goofy[en] (жовтень — грудень 2023) (A-1 Pictures)[125]
- Nanana's Buried Treasure[en] (квітень — червень 2014) (A-1 Pictures)[96]
- Natsume's Book of Friends the Movie: Ephemeral Bond[en] (вересень 2018) (Shuka)[126]
- Nier: Automata Ver1.1a* (січень 2023 — present) (A-1 Pictures)[127]
- Nisekoi[en] (січень 2014 — червень 2015) (Shaft)[128]
- Occultic;Nine[en]* (жовтень — грудень 2016) (A-1 Pictures)[108]
- Oreimo (жовтень 2010 — червень 2013) (AIC Build & A-1 Pictures)[129]
- Oreshura[en] (січень — березень 2013) (A-1 Pictures)[130]
- Oresuki[en] (жовтень — березень 2019) (Connect)[131]
- Persona 3 The Movie (листопад 2013 — січень 2016) (AIC ASTA (перший фільм) і A-1 Pictures (2—4 фільми))
  - Persona 3 The Movie: No. 1, Spring of Birth (листопад 2013) (AIC ASTA)[132]
  - Persona 3 The Movie: No. 2, Midsummer Knight's Dream (червень 2014) (A-1 Pictures)[133]
  - Persona 3 The Movie: No. 3, Falling Down (квітень 2015) (A-1 Pictures)[134]
  - Persona 3 The Movie: No. 4, Winter of Rebirth (січень 2016) (A-1 Pictures)[135]
- Persona 4: The Golden Animation (липень — вересень 2014) (A-1 Pictures)[136]
- Persona 5: The Animation* (квітень — вересень 2018) (CloverWorks)[137]
  - Persona 5: The Animation -The Day Breakers- (вересень 2016) (A-1 Pictures) (транслювалося лише на Crunchyroll)[138]
- Plastic Memories (квітень — червень 2015) (Doga Kobo)[139]
- Pretty Boy Detective Club[en]* (квітень — червень 2021) (Shaft) (транслювалося лише на Funimation)[140]
- The Promised Neverland* (січень 2019 — березень 2021) (CloverWorks)[141]
- Puella Magi Madoka Magica* (січень — квітень 2011) (Shaft)[142]
  - Puella Magi Madoka Magica Part 1: Beginnings[en]* (жовтень 2012) (Shaft)[143]
  - Puella Magi Madoka Magica Part 2: Eternal* (жовтень 2012) (Shaft)[143]
  - Puella Magi Madoka Magica Part 3: Rebellion* (жовтень 2013) (Shaft)[144]
  - Magia Record: Puella Magi Madoka Magica Side Story[en]* (січень — березень 2020) (Shaft)[145]
- Ranking of Kings[en] (жовтень 2021 — березень 2022) (Wit Studio) (транслювалося лише на Funimation)[146]
- Rascal Does Not Dream of Bunny Girl Senpai* (жовтень — грудень 2018) (CloverWorks)[58]
  - Rascal Does Not Dream of a Dreaming Girl[en]* (червень 2019) (CloverWorks) (кінопрокат через Funimation Films)[147]
  - Rascal Does Not Dream of a Sister Venturing Out[en]* (червень 2023) (CloverWorks)[148]
  - Rascal Does Not Dream of a Knapsack Kid[en]* (грудень 2023) (CloverWorks)[149]
- Read or Die[en]* (травень 2001) (Studio Deen) (придбано у Manga Entertainment[en])[150]
  - R.O.D the TV[en]* (жовтень 2003 — березень 2004) (J.C.Staff & Studio Deen) (придбано у Geneon; транслювалося лише на Crunchyroll)[151]
- Record of Grancrest War* (січень — червень 2018) (A-1 Pictures)[152]
- Rurouni Kenshin (1996)[en]* (січень 1996 — вересень 1998) (Gallop і Studio Deen) (придбано у Media Blasters[en])[153]
  - Rurouni Kenshin: The Motion Picture[en]* (грудень 1997) (Studio Gallop) (придбано у ADV Films)[154]
  - Rurouni Kenshin OVA: Rurouni Kenshin: Trust & Betrayal[en]* (лютий — листопад 1999) (Studio Deen) (придбано у ADV Films)[154]
  - Rurouni Kenshin OVA: Rurouni Kenshin: Reflection[en]* (грудень 2001) (Studio Deen) (придбано у ADV Films)[154]
  - Rurouni Kenshin (2023)[en]* (липень 2023 — present) (Liden Films)[155]
- Saekano: How to Raise a Boring Girlfriend[en] (січень — березень 2015) (A-1 Pictures)[156]
  - «Саекано: Фінал[en]» (жовтень 2019) (CloverWorks)[157]
- Samurai Flamenco[en] (жовтень 2013 — березень 2014) (Manglobe)[158]
- Servant × Service[en] (липень — вересень 2013) (A-1 Pictures)[159]
- Silver Spoon[en] (липень 2013 — березень 2014) (A-1 Pictures)[160]
- SK8 the Infinity* (січень — березень 2021) (Bones) (транслювалося лише на Funimation)[161]
- Slow Start (січень — березень 2018) (CloverWorks) (транслювалося лише на Crunchyroll)[162]
- Star Driver[en] (жовтень 2010 — квітень 2011) (Bones) (придбано у Bandai Entertainment)[163]
- Super HxEros[en]* (липень — вересень 2020) (Project No.9) (транслювалося лише на Funimation)[164]
- Sword Art Online* (липень — грудень 2012) (A-1 Pictures)[165]
  - Sword Art Online: Extra Edition[en]* (грудень 2013) (A-1 Pictures)[166]
  - Sword Art Online II[en]* (липень — грудень 2014) (A-1 Pictures)[167]
  - Sword Art Online: Original Scale[en]* (лютий 2017) (A-1 Pictures) (кінопрокат через Sony Pictures; транслювалося лише на Hulu)[168]
  - Sword Art Online Alternative: Gun Gale Online[en]* (квітень — червень 2018) (3Hz)[169]
  - Sword Art Online: Alicization[en]* (жовтень 2018 — вересень 2020) (A-1 Pictures)[170]
  - Sword Art Online Progressive: Aria of a Starless Night[en]* (жовтень 2021) (A-1 Pictures)[171]
  - Sword Art Online Progressive: Scherzo of Deep Night[en] (жовтень 2022) (A-1 Pictures)[172]
- Togainu no Chi[en] (жовтень — грудень 2010) (A-1 Pictures)[173]
- Tokyo 24th Ward[en]* (січень — квітень 2022) (CloverWorks)
- Uchitama?! Have you seen my Tama?[en] (січень — березень 2020) (MAPPA і Lapin Track[en])[34]
- UniteUp![en] (січень 2023 — дотепер) (CloverWorks)[174]
- Valvrave the Liberator (квітень — грудень 2013) (Sunrise)[90]
- Vividred Operation[en] (січень — березень 2013) (A-1 Pictures)[175]
- Vivy: Fluorite Eye's Song[en]* (квітень — червень 2021) (Wit Studio) (транслювалося лише на Funimation)[176]
- We Never Learn[en] (квітень — грудень 2019) (Studio Silver і Arvo Animation[en])[60]
- Wind Breaker (квітень 2024 — дотепер) (CloverWorks)[177]
- World Conquest Zvezda Plot[en] (січень — березень 2014) (A-1 Pictures)[128]
- Working!!! (липень — грудень 2015) (A-1 Pictures) (транслювалося лише на Crunchyroll)[178]
  - WWW.Working!! (жовтень — грудень 2016) (A-1 Pictures) (транслювалося лише на Crunchyroll)[179]
- Your Lie in April* (жовтень 2014 — березень 2015) (A-1 Pictures)[180]
- Yuuna and the Haunted Hot Springs[en] (липень — вересень 2018) (Xebec) (транслювалося лише на Crunchyroll)[181]
- Zutto Mae Kara Suki Deshita[en] (квітень 2016) (Qualia Animation) (транслювалося лише на Crunchyroll)[182]
  - Suki ni Naru Sono Shunkan o[en] (грудень 2016) (Qualia Animation) (транслювалося лише на Crunchyroll)[183]
  - Kokuhaku Jikkō Iinkai: Ren'ai Series[en] (листопад — грудень 2017) (Lay-duce)[184]

### Відеоігри
- Adabana Odd Tales[185]
- Atri: My Dear Moments[en][186]
- Everyday Today’s MENU for EMIYA Family[187]
- Fate/Grand Order[188]
- Magia Record[en][189]
- RPG Time: The Legend of Wright[187]
- Tsukihime: A Piece of Blue Glass Moon[190]
- Witch on the Holy Night[en][187]

### Артисти
- LiSA[191]
- Mikunopolis in Los Angeles[192]